# Kvarteret Munken

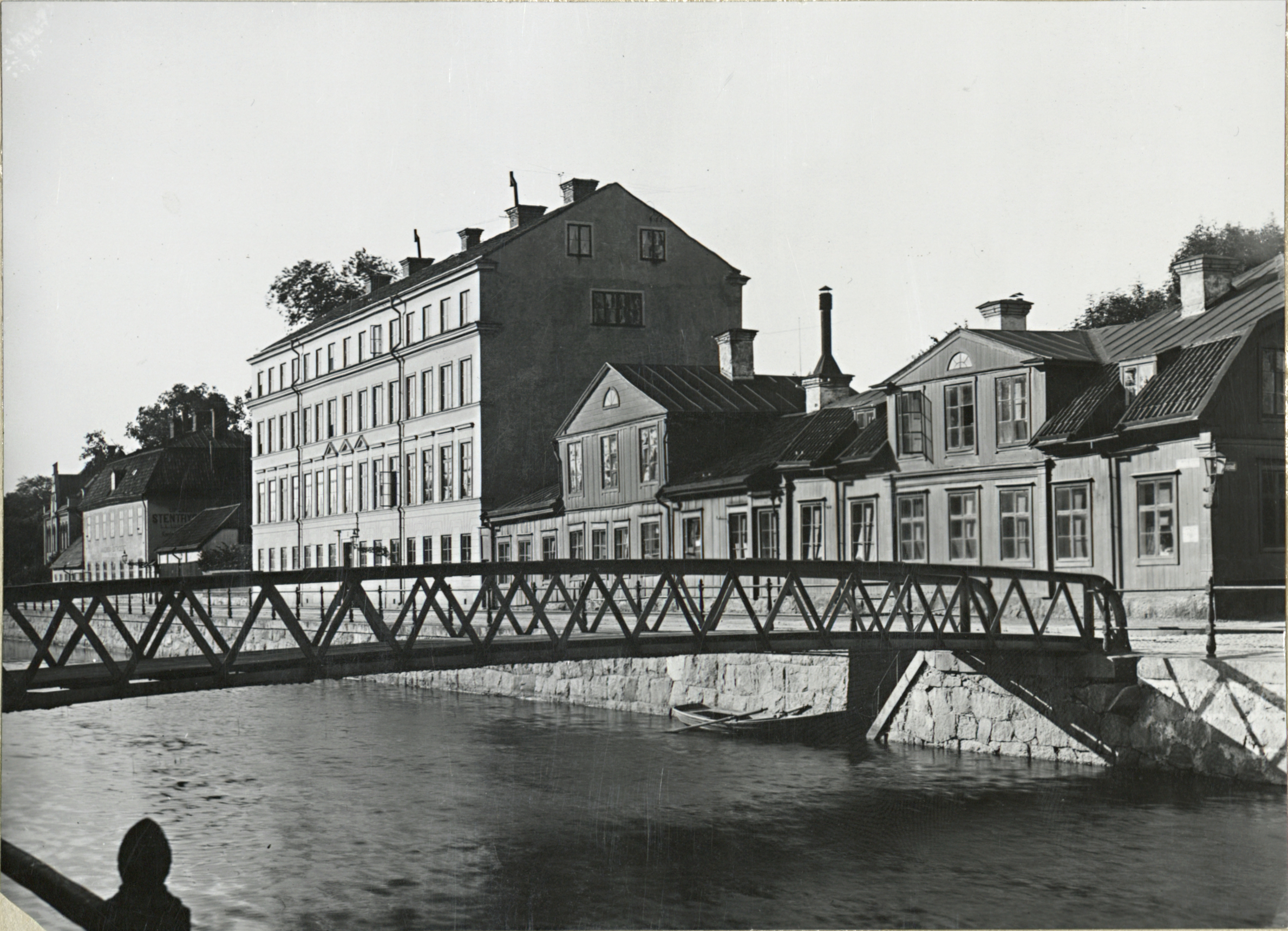
Kvarteret Munken nel 1901, visto da Östra Ågatan

Kvarteret Munken è un gruppo di edifici storici nel centro di Uppsala, costruiti tra il XVIII e XIX secolo. Composto da quattro edifici principali (Laboratorium Chemicum, Anatomicum, Patologen e Histologen) e un quinto edificio ospitante una cappella, si trova tra il Fyrisån e Trädgårdsgatan, delimitato a nord da Slottsgränden e a sud da Munkgatan. Gli edifici vennero costruiti come parte della facoltà di medicina dell'Università di Uppsala. Il campus venne in seguito usato in diversi periodi dai dipartimenti di chimica, psicologia, dalla facoltà di giurisprudenza, e dal dipartimento di urbanistica.
Tra gli edifici del campus, il Laboratorium Chemicum è il terzo edificio più antico tuttora esistente dell'Università (dopo Gustavianum e la serra del Giardino di Linneo). Kvarteret Munken è un sito storico-culturale nazionale sotto tutela (byggnadsminne).

## Storia
La decisione del Cancelliere di costruire nuovi laboratori risale al 1738, e allo scopo il lotto di Kvarteret Munken venne acquistato dall'Università nel 1752. Il complesso, noto come Laboratorium Chemicum, venne completato nel 1753 e ospitava i laboratori di chimica, farmacia, metallurgia e mineralogia. Il vecchio laboratorio venne devastato da un incendio nel 1766, e nei seguenti lavori di ristrutturazione venne esteso con l'aggiunta di un nuovo piano, su progetto di Carl Johan Cronstedt. Nel 1859 il dipartimento di chimica si trasferì presso Kvarteret Kemikum, e tra il 1866 e il 1917 l'edificio fu sede di una tipografia.
Carlo XV di Svezia, allora cancelliere dell'Università, decise la costruzione di un nuovo edificio ad uso della facoltà di medicina, per aumentarne la capacità e prevenirne il trasferimento presso l'Istituto Karolinska. Progettato da Fredrik Emil Sundevall, l'edificio venne completato nel 1850 e divenne noto come Anatomicum. Era dotato di un'aula per le lezioni, due aule per le dissezioni, e due sale per le collezioni anatomiche. Nel 1881 l'edificio venne esteso su progetto di Carl August Kihlberg, con l'aggiunta di un nuovo piano e due ali con gabbia a gradini, in direzione del fiume e del castello rispettivamente, e nella nuova ala a est venne costruita un'altra aula per le dissezioni. Lavori di ricostruzione e restauro vennero condotti nel 1932 e nel 1974-75.
Nel 1864 venne progettato un terzo edificio, Patologen, la cui costruzione venne completata nel 1867. Ampliato negli anni 1890 in direzione del fiume, dal 1894 ha ospitato meccanica e fisica teorica, e in seguito è stato usato dal dipartimento di psicologia, e poi da quelli di antropologia e scienza delle religioni. Nel 1896 venne costruito, su progetto di Carl Axel Ekholm, un nuovo edificio nel campus per ospitare una cappella, simile a quella progettata dallo stesso architetto per il cimitero vecchio di Uppsala. Nel 1932 venne costruito su progetto di Simon Lindsjös un nuovo edificio, Histologen, destinato ad ospitare il dipartimento di istologia, precedentemente situato presso i locali del dipartimento di anatomia. Negli anni 1970 entrambi i dipartimenti di anatomia e istologia si trasferirono presso Biomedicinsk Centrum.